# Sar Deh
Sar Deh (persiska: سر ده) är en ort i Iran.   Den ligger i provinsen Khorasan, i den nordöstra delen av landet, 600 km öster om huvudstaden Teheran. Sar Deh ligger 1 110 meter över havet och antalet invånare är 671.
Terrängen runt Sar Deh är platt. Runt Sar Deh är det ganska tätbefolkat, med 56 invånare per kvadratkilometer. Närmaste större samhälle är Moḩīţābād-e Seyyedhā, 19,1 km öster om Sar Deh. Omgivningarna runt Sar Deh är i huvudsak ett öppet busklandskap.